# Magnetisch moment

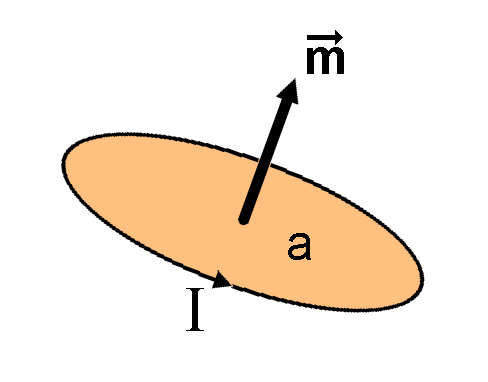
Magnetisch moment van een kringstroom (I) rond een oppervlak (a)

Het magnetisch moment of voluit magnetisch dipoolmoment (symbool m) is een vectorgrootheid die een maat vormt voor de sterkte en richting van het magnetisch dipoolveld dat een voorwerp veroorzaakt. De eenheid van magnetisch moment in het SI is ampère vierkante meter (A m2), wat equivalent is aan joule per tesla (J/T). Het magnetisch moment kan worden gebruikt om kracht en krachtmoment tussen magnetische voorwerpen te berekenen mits de afstand groot genoeg is om de dipoolbenadering te kunnen gebruiken.

## Lusstromen, stroomverdelingen en intrinsiek moment
Dipoolmomenten kunnen worden gegenereerd door kringvormige stromen. In het geval van een eenvoudige lus (zoals er meerdere in een spoel gaan), wordt het magnetische moment gegeven door: 
m = I · a.
Daarbij staat I voor de lusstroom en a voor de vectoroppervlakte (de grootte is de oppervlakte van de lus in vierkante meter en de richting staat loodrecht op het oppervlak van de lus). In overeenstemming met de rechterhandregel wijst het dipoolmoment in de richting van de duim van de rechterhand wanneer de vingers de stroom volgen
Meer algemeen kan het moment van een stroomverdeling worden berekend door het uitwendig product van de stroomsterkte en de positie te integreren over de verdeling. Dit vormt een meer algemene definitie van het magnetisch moment. Het moment van de lusstroom kan hiervan worden afgeleid. Naast het 'orbitale' magnetisch moment van stroomverdelingen kunnen deeltjes als elektronen en atoomkernen ook een "intrinsiek" magnetisch moment hebben dat een gevolg is van hun spin, een kwantummechanische eigenschap.

## Magnetisch dipoolveld

Veldlijnen van een magnetische dipool (in de oorsprong).

Een magnetisch voorwerp dat oneindig klein is heeft een ideaal dipoolveld. Voor andere gevallen (permanente magneet, spoel, etc.) wordt het veld benaderd door een dipoolveld als de afstand tot het voorwerp groot is ten opzichte van de afmetingen. Uitzondering hierop zijn magneten waarvan het moment nul is. In dat geval zijn quadrupoolmomenten of hogere momenten nodig.
Een magnetisch dipoolveld voor een dipool in de oorsprong met moment in de z-richting met grootte m, wordt gegeven door:
{\displaystyle B_{x}(x,y,z)\,=\,{\frac {\mu _{0}}{4\pi }}\,\,3m\,{\frac {xz}{(x^{2}+y^{2}+z^{2})^{5/2}}}}
{\displaystyle B_{y}(x,y,z)\,=\,{\frac {\mu _{0}}{4\pi }}\,\,3m\,{\frac {yz}{(x^{2}+y^{2}+z^{2})^{5/2}}}}
{\displaystyle B_{z}(x,y,z)\,=\,{\frac {\mu _{0}}{4\pi }}\,\,3m\,{\frac {\,z^{2}\!-{\frac {1}{3}}\,(x^{2}+y^{2}+z^{2})\,}{(x^{2}+y^{2}+z^{2})^{5/2}}}\,},
met x, y en z de coördinaten (in meters) en Bx, By en Bz de veldcomponenten (in tesla) en {\displaystyle \mu _{0}} de magnetische veldconstante

## Moment en kracht
Indien het voorwerp zich in een extern magnetisch veld B bevindt, wordt het moment M dat op het voorwerp wordt uitgeoefend, gegeven door het uitwendig product van magnetisch moment en veld:
{\displaystyle \mathbf {M} =\mathbf {m} \times \mathbf {B} }
Het krachtmoment (M) is nul wanneer het magnetisch moment (m) dezelfde richting heeft als het veld (B). Het moment heeft dan ook de neiging dezelfde richting aan te nemen als het veld. Door deze eigenschap kan men met ijzervijlsels of kleine magneetjes de veldlijnen van een magnetische veld zichtbaar maken. Het verklaart ook de werking van het kompas.
Wanneer een magnetisch voorwerp zich in een homogeen magneetveld bevindt, zal er alleen een (kracht)moment op worden uitgeoefend, maar geen kracht. De kracht F op een magnetische dipool m in een magneetveld B wordt gegeven door de gradiënt
{\displaystyle \mathbf {F} =\nabla \left(\mathbf {m} \cdot \mathbf {B} \right)}
van m . B. 
Op deze manier kan de kracht tussen twee magneten (of magnetische voorwerpen) worden benaderd. 
De kracht tussen twee evenwijdige momenten m1 en m2 bijvoorbeeld op een afstand z, wordt gegeven door:
{\displaystyle \mathbf {F} ={\frac {3\mu _{0}}{2\pi }}{\frac {m_{1}m_{2}}{z^{4}}}}